# Марк Порцій Катон Молодший
Марк По́рцій Като́н (лат. Marcus Porcius Cato; 95 до н. е. — 46 до н. е.), відомий також як Катон Молодший (лат. Cato Minor) або Катон Утіцький (лат. Cato Uticensis) — давньоримський політичний діяч, правнук Марка Порція Катона Старшого (цензора). Легат у 67 році до н. е., військовий трибун в 67-66 роках до н. е., квестор у 64 році до н. е., народний трибун у 62 році до н. е., квестор з повноваженнями пропретора в 58-56 роках до н. е., претор у 54 році до н. е.
Залишався неформальним політичним та ідейним лідером більшості в римському сенаті з кінця 60-х років до н. е. і до самої громадянської війни Помпея і Цезаря. Для сучасників відомим насамперед як зразок строгої моралі, прихильник республіканських ідей, лідер аристократії в сенаті, принциповий противник Цезаря і відомий філософ-стоїк. Після самогубства в обложеній Цезарем Утіці став символом захисників республіканського ладу.

## Біографія

### Походження, дитинство і юність
Марк Порцій Катон народився 95 року до н. е., хоча в окремих випадках як дата народження називається 97 рік. Катон був сином Марка Порція Катона Салоніана і Лівії Друзи, для якої це був другий шлюб. У Катона був зведений брат Квінт Сервілій Цепіон і три сестри — Порція (рідна), Сервілія Цепіона Прима і Сервілія Цепіона Секунда (зведені). Є також припущення, що Сервілія Молодша була племінницею Катона. Першим чоловіком Лівії був Квінт Сервілій Цепіон. За батьківською лінією Катон належав до плебеїв, що дало йому змогу згодом обійняти посаду народного трибуна, хоча його предки за материнською лінією належали до патриціїв.
Батько Катона помер між 95 і 91 роками до н. е., вже будучи обраним претором на наступний рік (лат. praetor designatus). Катон також рано втратив матір (вона померла близько 92 року до н. е.), а потім був убитий і дядько з материнської лінії Марк Лівій Друз, що прихистив дітей, відомий політик-реформатор. Зараз вважають, що на подальшу діяльність Катона дуже вплинула саме втрата батьків. Зокрема, його непримиренну опозицію спробам Цезаря встановити тиранію іноді пояснюють особливостями характеру, що розвинулися через відсутність сильної домінуючої фігури батька в період формування особистості.
Біограф Катона Плутарх повідомляє, що в дитинстві Марк вчився добре, але повільно, а також брав під сумнів усе сказане своїм учителем Сарпедоном. Близько 81 року Катон, спостерігаючи за проскрипціями, запропонував убити всесильного на той момент диктатора Суллу, хоча Катони пережили громадянські війни насамперед завдяки прихильному ставленню з його боку. Уже в дитинстві Марк виділявся серед однолітків слідуванням строгим нормам моралі і завоював популярність (принаймні подібна картина постає в зображенні Плутарха — єдиного джерела з дитинства Катона). Передбачається, що він з дитинства усвідомив, що зобов'язаний повагою до себе не родинними зв'язками, а твердістю характеру, і надалі слідував цим шляхом.

### Початок кар'єри

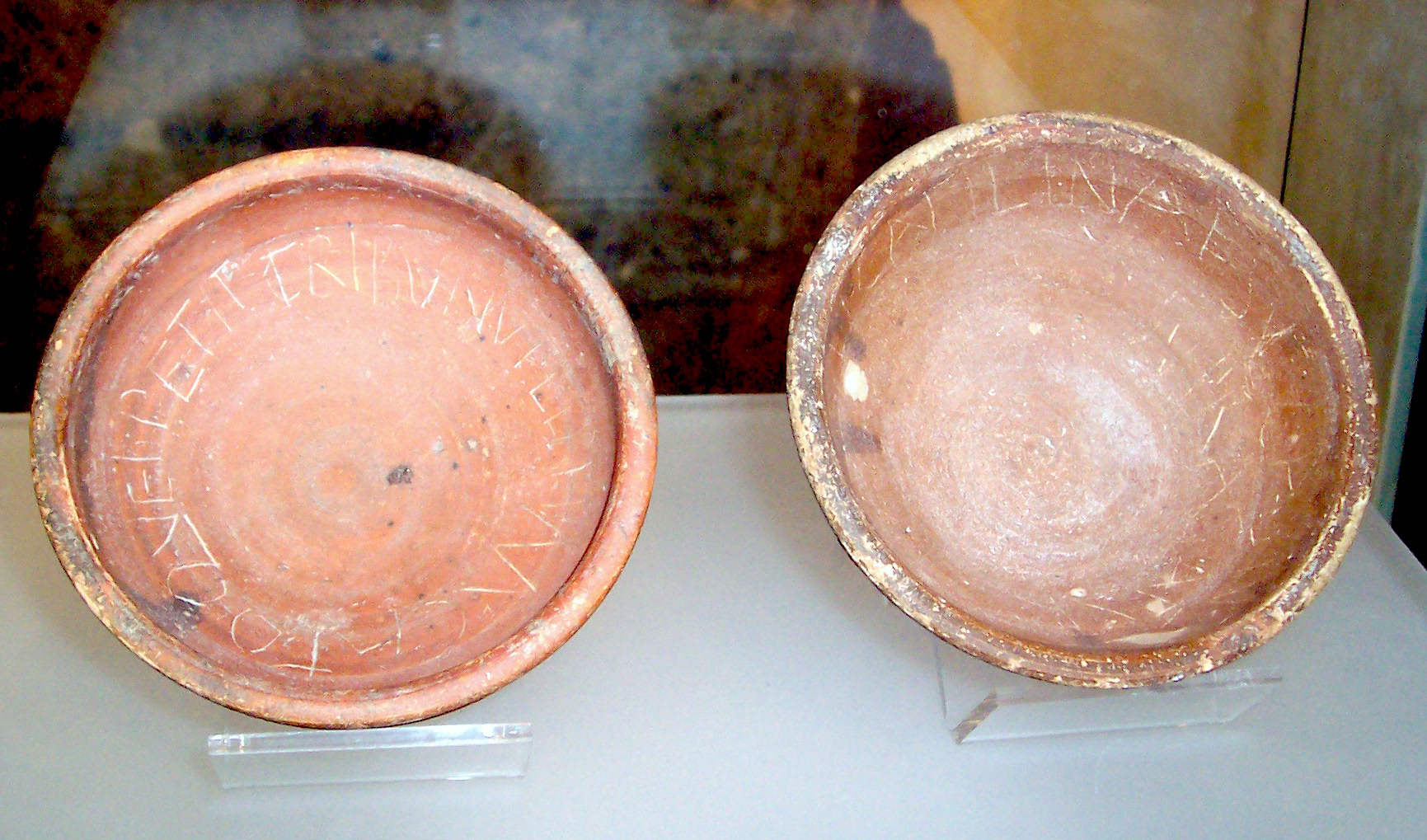
Глиняні «агітаційні» миски. Їх наповнювали їжею і роздавали на вулиці перед виборами всім охочим. Написи всередині мисок містили заклики проголосувати за того чи іншого кандидата. Зліва — миска, що закликає голосувати за Катона на виборах народних трибунів (63 рік до н. Е.); праворуч — за Катилину (66 рік до н. е.)

У молодості Катон став жерцем Аполлона. 72 року він відзначився під час придушення повстання Спартака. Потрапивши добровольцем до армії Луція Геллі Публіколи, де його зведений брат був військовим трибуном, Марк завоював пошану зразковими покорою і відвагою. Його поведінка особливо виділялася на тлі недисциплінованості і зніженості більшості солдатів. Геллі неодноразово хотів нагородити Марка, але той щоразу відмовлявся і заявляв, що не вчинив нічого видатного, за що, за зауваженням Плутарха, він «вже з того часу вважався диваком». Близько 67 року був легатом, у 67-66 роках — військовим трибуном у Македонії. У ході виборів трибунів Катон був єдиним, хто строго дотримувався нового закону про заборону на користування послугами раба-номенклатора, і став єдиною людиною, хто сам пам'ятав імена всіх зустрічних. В дорозі до Македонії Катона супроводжували 15 рабів, два вільновідпущеника і четверо друзів. Античні автори вказують на те, що таку свиту сучасники сприймали як зовсім невелику. Після закінчення повноважень у Македонії Марк здійснив ознайомчу поїздку на Схід (достовірно відомо про відвідування Катоном малоазіатських провінцій і Сирії). Також він, найімовірніше, відвідав Пергамську бібліотеку і її настоятеля Атенодора, знавця стоїцизму. Свою подорож він здійснював дуже скромно, і, якщо в місті не було місця на заїжджому дворі, міська влада іноді відмовляла йому в наданні ночівлі, не вірячи, що перед ними — правнук Катона Цензора. Уже тоді Катон отримав славу високоморальної  людини, і його з пошаною зустрічав і просив піклуватися про дружину і дітей в Римі Гней Помпей Великий — один із найвпливовіших людей того часу. Після привітного прийому у всемогутнього Помпея східні міста стали підлещуватися перед Катоном, хоча до зустрічі з Помпеєм жителі Антіохії проігнорували його приїзд. Коли на Сході помер його брат,  дуже прив'язаний до нього Катон влаштував пишну церемонію кремації і встановив пам'ятник, а його прах особисто доставив в Італію. У супроводі філософа Афінодора Корділіона, який багато чого навчив Марка, він повернувся в Рим, займався філософією і виголошував судові промови, а також намагався здобути практичні знання. Як мінімум за 5 талантів він купив книгу про управління скарбницею і виявився добре підготовленим до керівництва фінансами. Плутарх, втім, відносить покупку книги до більш пізнього часу, а його підготовку до керівництва скарбницею зводить до вивчення законодавства і спілкування зі знавцями фінансів. 64 року Катон вступив на посаду квестора. Він здійснив зміни в роботі скарбниці , упорядкувавши раніше майже безконтрольну діяльність переписувачів і рахівників. Під його керівництвом були виплачені всі борги скарбниці та стягнуті старі борги приватних осіб. Він також скрупульозно перевіряв подані документи на достовірність — заради перевірки одного документа він викликав консулів, які клятвенно підтвердили, що він справжній. Крім збільшення грошових резервів скарбниці, у період його квестури Ерар знову став шанованою установою. Під час перебування квестором Катон також виступав за повернення майна, нажитого під час проскрипцій прихильниками Сулли. Не переслідуючи їх у судовому порядку, він публічно затаврував найбільш активних виконавців проскрипцій, після чого приватні особи почали залучати їх до суду — раніше робити це боялися через страх перед впливовими сулланцями.

### Діяльність в кінці 60-х років
63 року Катон брав участь у розкритті і придушенні змови Катіліни. На одному із засідань сенату він заявив про намір залучити Луція Сергія Катіліну до суду в той час, коли в Римі відомості про змову поширювалися тільки на рівні чуток. На засіданні 5 грудня він виступив одним з останніх і своєю промовою схилив більшість сенаторів до ідеї страти лідерів змови, хоча раніше вони погоджувалися з помірною позицією Цезаря про заслання змовників. Марк також відкрито заявив про те, що Цезар може бути прихильником Катіліни. Це засідання вважають рідкісним прикладом того, як два молодих сенатори, які ще не були консулами, зіграли визначальну роль у формуванні підсумкового рішення. Завдяки цьому виступу репутація Катона була виведена на новий рівень. Пізніше Катон першим проголосив Цицерона «батьком вітчизни» (pater patriae).
Того ж року Катон виступив одним з обвинувачів у справі проти Луція Ліцинія Мурени. Справа була порушена за звинуваченням у порушенні передвиборчого законодавства. За власним визначенням, Катон приєднався до справи «в інтересах республіки». Марк також не став переслідувати в судовому порядку Децима Юнія Силана, який доводився йому швагром. Стати одним з обвинувачів його запросив Сервій Сульпіцій Руф, один з тих, хто програв на виборах. Найбільш іменитим захисником Мурени був консул Марк Туллій Цицерон, який в збереженій до наших днів промові, «багатій плоскими дотепами з приводу значення юриспруденції або inventa стоїків», явно намагався висміяти Катона. При цьому наголошується, що жартівливий стиль Цицерона був тонко розрахований так, щоб не зачепити переконань суддів, які могли дотримуватися тієї ж філософії, що й Катон. Зрештою справа була вирішена на користь Мурени. Припускають, що це було пов'язано з тим, що останні слухання проходили вже в листопаді або грудні, коли розкрита змова Катіліни загострила ситуацію в місті, і лише Катон був зацікавлений у проведенні нових виборів у нестабільних умовах.
62-го року став народним трибуном. Користуючись правом законодавчої ініціативи, провів закон про зниження цін на хліб. Мабуть, це було зроблено для боротьби зі зростаючим впливом Цезаря. 60-го року після повернення з походу в Іспанії Гай Юлій Цезар спробував отримати право на тріумф і одночасно виставити свою кандидатуру на виборах консулів на наступний рік. Однак полководець не міг вступати в Рим до тріумфу, в той час, як для реєстрації кандидата на виборах необхідно було його особиста присутність у Римі. Цезар же просив зробити виняток для себе. Сенатори загалом виступили проти можливості одночасного консулату і тріумфу Цезаря, об'єднавшись навколо Катона. Водночас більшість сенаторів підтримувала Цезаря, через що Катон зірвав плани Цезаря обструкцією. В останній день реєстрації кандидатів у консули він виголосив промову, яка тривала до самого закриття засідання, що не дало змоги прихильникам Цезаря поставити питання про проведення тріумфу і заочну участь у виборах. У результаті Цезар відмовився від проведення тріумфу, увійшовши в місто, проте після цього він зміг виставити свою кандидатуру на виборах у консули. На цих виборах Катон разом з багатьма сенаторами підтримав Марка Кальпурнія Бібула, забезпечивши його грошима для підкупу виборців. Це було названо підкупом «в інтересах держави», незважаючи на те, що Бібул доводився йому зятем. За підсумками виборів консулами стали Цезар і Бібул.

### Боротьба проти тріумвірату

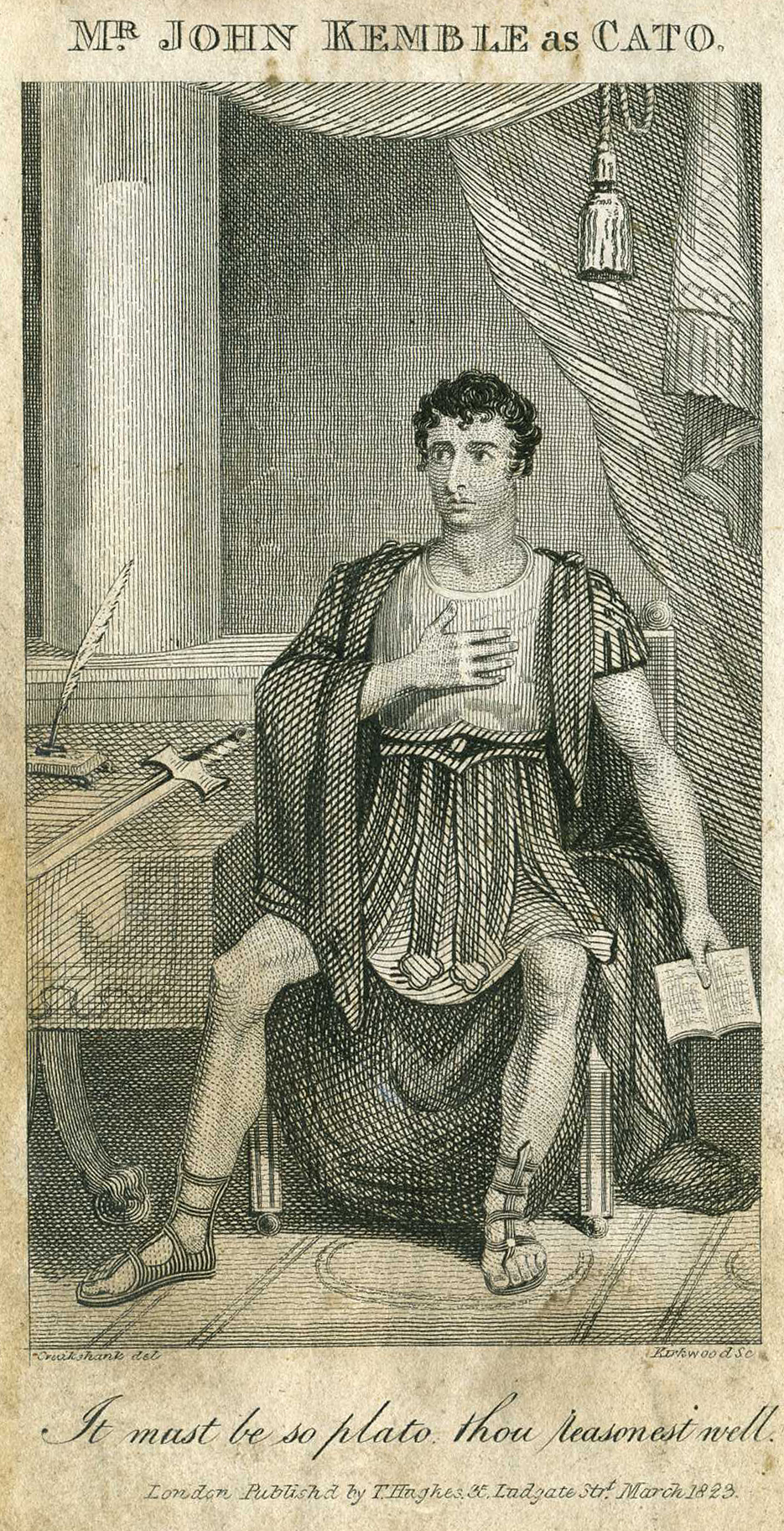
Гравюра із зображенням сцени з п'єси «Катон» Джозефа Аддісона

Наприкінці 60-х Катон став одним із лідерів сенатської більшості, налаштованої проти Помпея. Його швидке піднесення до неформального лідера сенату і головного публічного захисника його політики було багато в чому пов'язано з відходом з великої політики Луція Ліцинія Лукулла і смертю Квінта Лутація Катула Капітоліна. Катул, головний опонент Помпея Лукулл і оратор Квінт Гортензій Гортал, які представляли старше покоління, свого часу були близькі до диктатора Луція Корнелія Сулли і відрізнялися строго консервативними настроями. Катон же був одним із сенаторів нового покоління, які народилися в 102-90 роках і почали активну кар'єру вже в 60-ті роки. До них належали насамперед Луцій Доміцій Агенобарб, Марк Кальпурній Бібул, Марк Фавоній, Публій Сервілій Ватія Ісаврік. Прихильники Катона, на відміну від лідерів сенату старшого покоління, виступали за певні реформи.
На той момент ніякі компроміси між Помпеєм і сенаторами були неможливі через принципово різні інтереси. Таким чином, Марк виявився на чолі угруповання, яке було одним з претендентів на зосередження у своїх руках всієї влади. На початку 50-х років навколо Катона згрупувалися сенатори, незадоволені створенням першого тріумвірату за участю Помпея, Цезаря і Марка Ліцинія Красса. Непримиренна опозиція Марка стосовно Помпея, Цезаря і тріумвірату загалом багато в чому вплинула на позиції самих тріумвірів.
У консулат Цезаря і Бібула (59 рік) Катон активно протидіяв діяльності майбутнього диктатора. Деякі дослідники припускають можливість існування особистих мотивів у глибокій ненависті Катона до Цезаря — зокрема, добре відомий і обговорюваний у Римі роман Цезаря з сестрою Катона Сервілією. Спробувавши одного разу зірвати обговорення якогось питання в сенаті черговою обструкцією, майстром якої він був, Катон був направлений під арешт у в'язницю ліктором Цезаря, і лише мовчазно крокуючі за ним сенатори змусили Цезаря скасувати наказ. Сенатор Марк Петрей сказав тоді Цезарю: «Я краще буду з Катоном у в'язниці, ніж з тобою в сенаті». Іншим разом прихильники Цезаря винесли Катона з форуму на руках, коли він почав виступати проти пропозицій Цезаря. Того ж року Катона хотіли звинуватити в підбурюванні до вбивства Цезаря за допомогою Веттія, хоча після загадкової смерті Веттія висловлювалися сумніви в правдивості звинувачень. Зараз «справа Ветта» розглядається як організована Цезарем для дискредитації опонентів.
Після консулату і від'їзду Цезаря до Галлії Катон неодноразово заявляв про намір негайно після розпуску легіонів залучити його до суду за діяльність під час перебування консулом. Він також виступав проти заочного обрання Цезаря консулом, коли цього зажадали тріумвіри. 58-го року Катон через інтриги своїх супротивників був посланий на Кіпр, щоб вигнати звідти Птолемея Кіпрського, брата єгипетського правителя Птолемея XII. Можливо, його відправлення на Кіпр було пов'язане з підготовкою та проведенням закону про безкоштовну роздачу хліба Публієм Клодом Пульхром. Катон трохи затримався в Римі і відбув уже після того, як у вигнання був відправлений Цицерон — ще один видатний політик, що скептично ставився як до триумвірів, так і до Клода. Ініціатори «почесного вигнання» Катона і вигнання Цицерона з Риму не ясні — можливо, Клод діяв за завданням Помпея і Цезаря (або одного лише Цезаря), але також можливо, що Клодій діяв самостійно, а тріумвіри лише підтримали видалення з міста своїх видатних опонентів. Перед експедицією на острів Марк, перебуваючи на Родосі, запропонував Птолемею Кіпрському здатися добровільно, пообіцявши почесну жрецьку посаду, але той з якихось причин покінчив життя самогубством. Там же Катон провів переговори з єгипетським фараоном Птолемеєм XII, а потім на деякий час відправився в Візантій, де своїм авторитетом зумів припинити безлади. На Кіпрі, де його втручання виявилося мінімальним, Катон був разом зі своїм племінником Марком Юнієм Брутом. Зі своєю місією Катон впорався, повернувшись з багатою здобиччю (завдяки репутації чесної людини ніхто не запідозрив його у привласненні частини багатств) і отримавши від сенату низку подяк. Серед почестей було і право бути присутнім на громадських святах в тозі з пурпурово облямівкою і почесна претура. Проте його від'їзд значно роз'єднав і послабив сенат. На Кіпрі Катон перебував з 58 до 56 року.
Повернення Катона дало змогу згуртувати противників тріумвірату і організувати активніше протистояння осілим у Римі Помпею і Крассу. Після наради в Луці (56 рік) Катон, прагнучи зірвати задум тріумвірів з обрання в консули Красса і Помпея (вони погрозами і підкупом змусили інших кандидатів відмовитися від участі у виборах), умовляв Луція Доміція Агенобарба стати альтернативним кандидатом у консули. Однак невідомі (найімовірніше, люди тріумвірів) не пустили його і Доміція на Форум, убили факелоносця, який їх супроводжував, і поранили Катона, після чого він змирився з безальтернативним обранням Помпея і Красса. Тоді ж, однак, Катон спробував обратися в претори на 55 рік, щоб, «маючи противниками консулів [Помпея і Красса], самому не залишатися приватною особою». Помпей і Красс рішуче протидіяли спробі Катона стати претором. Спершу вони переконали сенат змінити схему виборів, щоб уникнути відповідальності за підкуп виборців, але навіть підкуплені виборці проголосували за Катона. Помпей, який проводив голосування, оголосив про несприятливе знамення, і голосування було перенесено. До повторного голосування виборцям роздавали більш цінні подарунки, і кандидатура Катона була провалена, причому в день голосування ніхто не сумнівався в тому, що вибори несправедливі. Відзначається, що консулат Помпея і Красса в 55 році став результатом підкупів, залякувань і інших порушень, а не невдалої політики сенатської більшості на чолі з Катоном. Ці вибори також виявили системну кризу тріумвірату — його учасники планували здобути владу у вигляді просування своїх прихильників у магістрати і проведення своїх законів, але досягти цього в рамках усталених засобів політичної боротьби виявилося неймовірно важко. Більш того, у довгостроковій перспективі вибори консулів на 55 рік були більш вигідні Катонові і його угрупованню, оскільки вони показали всім слабкість тріумвірів, які не змогли обійтися без нехтування виборчого законодавства для досягнення перемоги.
55-го року Катон активно протидіяв ініціативі народного трибуна Гая Требонія передати Помпею і Крассу провінції на п'ять років з розширеними правами, ставши єдиним, хто пішов наперекір тріумвірам і виголосив промову проти законопроєкту перед народними зборами. Після закінчення тимчасового регламенту ліктор силою стягнув його з ростральної трибуни, але Катон продовжив говорити і не зупинився, навіть коли його за наказом Требона повели в тюрму. Натовп рушив за Марком, і Требон наказав звільнити його. У грудні того ж року Катон з другої спроби став претором на 54 рік. Він керував quaestio de repetundis — судовою комісією у справах про хабарі і вимагання посадових осіб. Під час претури вів гучні процеси Габінія і Скавра. Він також пропонував видати Цезаря німцям, яких він обдурив. Крім того, незважаючи на участь у підкупі виборців під час просування Бібула в консули, Катон проявив велику активність у боротьбі з порушеннями на виборах магістратів.
У цей період активні противники тріумвірів були вже в меншості, хоча ряди його прихильників були загалом сильні під впливом суперечливої політики тріумвірів. Повернення з вигнання Цицерона і повернення Катона з Кіпру згуртувало сенаторів, які виступали проти політики тріумвірату. Як і у випадку з Доміцієм, прихильниками Катона в сенаті переважно керував страх перед тріумвіратом. Крім того, Катон своєю прямолінійністю почав відштовхувати деяких своїх прихильників. Так, він погіршив свої відносини з Цицероном, відмовившись підтримати скасування всіх розпоряджень Публія Клодія Пульхра як незаконних, оскільки він за народженням був патрицієм, але вже в зрілому віці був усиновлений плебеєм і став трибуном. Проте Цицерон продовжував високо цінувати Катона за рідкісні в його час якості: серйозність, непідкупність, мудрість, доблесть і щирий патріотизм.

### Підтримка Помпея

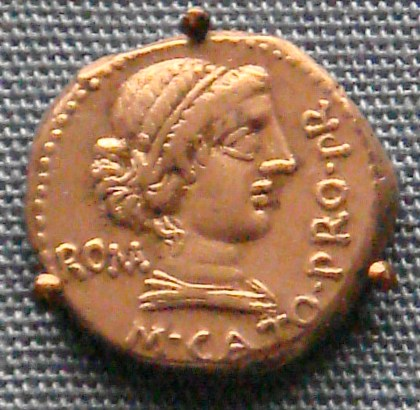
Срібний денарій Катона (47- 46 р. до н. е..) із зображенням богині Roma

У 52 році остаточно перейшов до підтримки Помпея, став ініціатором його обрання одноосібним консулом під час безладів після вбивства Публія Клодія Пульхра (першим пропозицію вніс Бібул — людина Катона). Він привітав це вбивство, а на суді над Титом Аннієм Мілоном, якого звинувачували у вбивстві Клодія, був за його виправдання. Зміну своєї позиції Катон пояснював тим, що «винуватець цих бід повинен сам покласти їм кінець». Одночасно він відмовився стати радником Помпея. Тоді ж Марк невдало виставив кандидатуру на виборах консулів на 51 рік — було обрано Марка Клавдій Марцелла і Сервія Сульпіція Руфа.
Причини переходу Катона до підтримки Помпея залишаються неясними. Можливо, мова йшла більшою мірою про розрив між тріумвірами і зближення Помпея з сенатом. В давнинк була поширена думка, що Помпей весь час вів подвійну гру, намагаючись одночасно об'єднатися з сенатськими «консерваторами» і порвати з Цезарем. Альтернативою цій думці є припущення, ніби Катон не сподівався на союз і вдався до послуг Помпея тільки для наведення порядку в місті, охопленому постійними заворушеннями.

### Початок громадянської війни

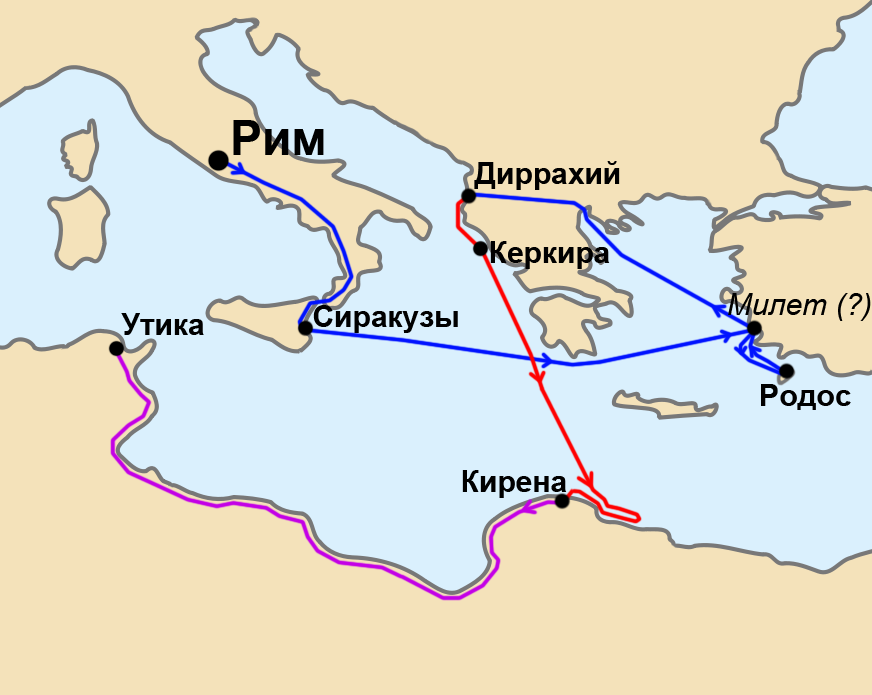
Шлях Катона в громадянську війну. Точні маршрути і факт відвідування Мілета є припущенням, відвідування всіх інших місць підтверджується джерелами.
Шлях в 49 році
Шлях в 48 році (до зими 48/47 років)
Шлях з зими 48/47 років до 46 року

Коли почалася громадянська війна, Катон був проти поступок Цезареві і разом з Помпеєм утік з Риму, зробивши з цього дня «траур по смерті вітчизни». Імовірно в лютому 49 року він був направлений на Сицилію для організації оборони, але коли не пізніше квітня туди прибула людина Цезаря Гай Азіній Полліон, Катон заявив, що не стане піддавати небезпеці місцеве населення і йде з провінції. Згідно з Плутархом, Катон відплив із Сицилії, дізнавшись, що з Італії вже втік Помпей. Трапляється, втім, і припущення, що Катон посилено готував Сицилію до оборони і відплив з острова тільки тому, що не встиг закінчити приготування.
Здавши без бою Сицилію, влітку Катон відправився в Азію, однак люди Помпея не довіряли йому відповідальні справи, за винятком подорожі на Родос і переконання місцевих жителів у лояльності Помпею. Оскільки в Азії його допомоги не потребували, восени 49 року Катон перебрався в Діррахій, поблизу якого розташовувалися основні сили Помпея і Цезаря. Почавши переслідувати Цезаря, Помпей виділив Марку деякі військові сили. У Діррахіі в цей же час перебував Цицерон.
Катон ніколи не виявляв великого ентузіазму в громадянській війні і відкрито говорив про те, що він бореться на стороні переможених. Та все ж протягом усієї війни табір Катона був одним з основних місць збору противників Цезаря з числа нобілітету. У битві при Фарсалі він не брав участі. Після поразки частина помпеянців втекла на острів Керкиру. Катон до цього часу керував резервними силами і флотом з 300 кораблів та перебував, мабуть, саме на Керкірі. Дізнавшись, що Помпей втік з Фарсали іншим шляхом, Катон вирішив знайти його і передати йому свої війська. Вирушаючи в дорогу, Катон запропонував прийняти командування над своїми військами Цицерону, оскільки, незважаючи на невеликий військовий досвід, Цицерон колись був консулом і володів формальним пріоритетом в отриманні командування військами. Марк відправився в Киренаїку, звідки сподівався перебратися до Єгипту і з'єднатися з Помпеєм.. У дорозі він зустрів флот Секста Помпея, який розповів про вбивство його батька. Після отримання звістки про смерть Помпея провідні помпеянці влаштували нараду на Керкірі, хоча, можливо, вона відбулася і раніше, але без участі Помпея. Було вирішено, що Катон разом з Квінтом Цецилієм Метеллом Пієм Сципіоном Назіком, який колись забрав у Катона наречену перед весіллям, відправиться організовувати опір Цезарю в Африці. Плутарх зберіг відомості про те, що рішення відправити Сципіона в Африку було пов'язано з давнім пророцтвом, за яким усьому роду Сципіонів судилося завжди там перемагати. Планувалося, що в Африці, під якою насамперед розумілася місцевість значно західніше Єгипту, війська противників Цезаря будуть посилені місцевими гарнізонами і загонами Юби, правителя Нумидії.

### Африканська кампанія. Самогубство
Разом зі своїми військами, чисельність яких не досягала і десяти тисяч, Катон здійснив перехід з Кирени (сучасна північно-східна Лівія) в район Утіки (сучасний північний Туніс). При цьому було вирішено йти по суші, оскільки зимова погода не сприяла подорожі морем. Подібний вибір шляху був нечастим і свідомо важким. Полководець невибагливо переносив труднощі походу — збереглися відомості, що Катон пройшов увесь шлях пішки і в дорозі обідав сидячи, а не лежачи, як це було прийнято в Римі. Після об'єднання сил африканські війська просили, щоб ними продовжував керувати Катон, але він відмовився, вказуючи на те, що серед республіканців є колишній консул Сципіон, натомість Катон досяг тільки нижчої посади претора. Проте незабаром Марк зрозумів, що Сципіон — нікудишній полководець, який нехтує порадами більш досвідчених воєначальників у виборі стратегії.

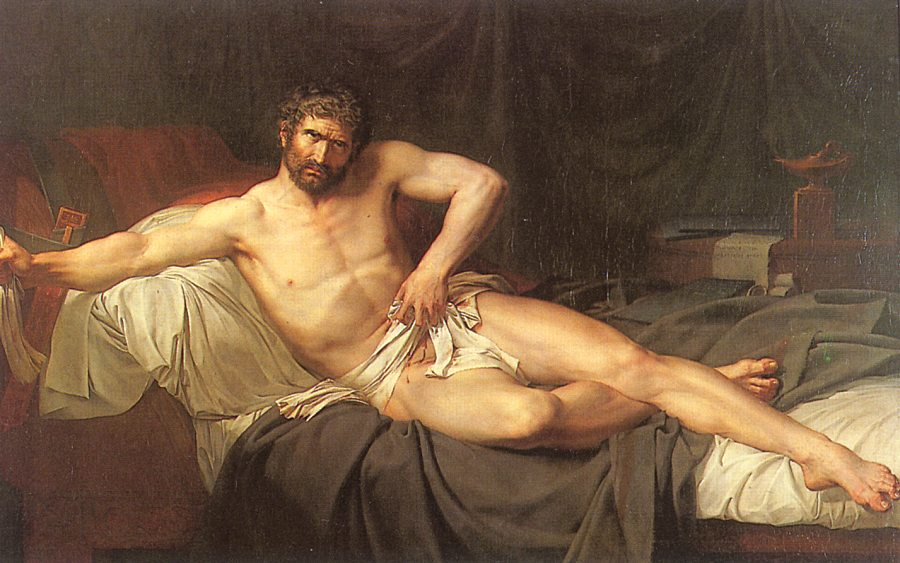
Гійом Гийон-Летьєрі. Смерть Катона Утіцького, 1795 р.

 Під час африканської кампанії цар Юба і Сципіон пропонували зруйнувати Утіку за підтримки Цезаря, проте Катон висловився за збереження міста, так що незабаром місцеві жителі попросили очолити оборону міста саме його. Деякі дослідники розглядають нове призначення Катона як почесне заслання. В основних військових діях він не брав участі, але організовував оборону Утіка — «зробив величезні запаси хліба і привів в порядок укріплення, спорудивши вежі, провівши перед містом глибокі рови і насипавши вал». Після того, як стало відомо про розгром Сципіона і Юби в битві при Тапсі (звістки прийшли в Утіку на третій день після битви, тобто 8 квітня 46 року), у місті почалася паніка. Катон заспокоїв городян і запропонував міській раді обговорити питання про долю міста. Деякі городяни висловлювалися за опір Цезарю під керівництвом Катона і пропонували навіть звільнити рабів і роздати їм зброю, однак великі рабовласники чинили опір останньому рішенню і починали схилятися до здачі міста Цезареві. Зрозумівши, що оборона міста безперспективна, він дозволив усім охочим залишити місто і просив прибулі в Утіку загони не переслідувати утікачів з міста. Сам він залишився в Утиці.

Коли більшість городян Утіки покинуло місто, Катон за обідом виголосив промову, з якої присутні вирішили, що він готується покінчити життя самогубством. Після обіду Катон обійшов міські караули, прийшов додому і приліг, узявши почитати діалог Платона «Федон». Звернувши увагу на те, що з його кімнати прибрали меч, він зажадав повернути його на місце. Його домашні намагалися утримати його від самогубства, на що Катон сказав, що він ще не вирішив, як бути далі. Після цього йому повернули меч, і Катон сказав, що тепер він сам господар своєї долі, після чого ще двічі прочитав «Федона» і заснув. Опівночі він прокинувся і двічі посилав своїх людей перевіряти, чи всі городяни сіли на кораблі і покинули місто. 
 Вже співали півні. Катон було знову задрімав, коли з'явився Бут і повідомив, що в гавані все спокійно, і Катон велів йому зачинити двері, а сам ліг, немов збираючись проспати залишок ночі. Ледве, однак, Бут вийшов, як він оголив меч і встромив собі в живіт нижче грудей; хвора рука не змогла завдати досить сильного удару, і він помер не відразу, але в передсмертних муках впав з ліжка, перекинувши столик з рахунковою дошкою, так що раби почули гуркіт, закричали, і тут же в спальню увірвалися син і друзі. Побачивши його, плаваючого в крові, з виваленими нутрощами, але ще живого — погляд його ще не потьмянів — вони заціпеніли від жаху, і тільки лікар, наблизившись, спробував вкласти на місце незайману мечем частину кишок і зашити рану. Але тут Катон прокинувся, відштовхнув лікаря і, власними руками знову роздерши рану, віддав духа.
Низка обставин вказує на схожість самогубств Катона і Сократа. Катон, як вважають сучасні дослідники, свідомо орієнтувався на Сократа, хоча і обрав засобом самогубства не цикуту, а меч. При цьому рішення про самогубство у Катона добре узгоджувалося з положеннями стоїчної філософії, прихильником якої він був. У той же час в I в. до н. е. — II ст. н. е. спостерігалася «мода» на самогубства видатних римлян, зокрема письменників.

## Особисте життя

### Сім'я
Катонові не щастило в особистому житті. У молодості він заручився з Емілією Лепиду, але її колишній заручений Квінт Цецилій Метелл Пій Сципіон Назіка, дізнавшись про підготовку до весілля з Катоном, повернув собі Лепиду, хоча раніше відмовився від зобов'язань. За свідченням Плутарха, Катон перебував у люті через розладнане весілля і навіть мав намір подати на Сципіона до суду, але врешті-решт обмежився словесним виразом свого гніву: «він обсипав Сципіона лайкою, вживши для цього всю їдкість Архілоха , але не дозволяючи собі його розгнузданих і хлоп'ячих витівок». Згодом Метелл Сципіон став політичним противником Катона, хоча в африканській кампанії вони брали участь на одній стороні. Врешті-решт його першою дружиною стала Атилія. Близько 63 року Катон дав Атилії розлучення. За відомостями Плутарха, що не зберіг деталі, причиною розлучення стала якась некоректна поведінка Атилії. Другою його дружиною стала Марція, внучка Луція Марція Філіпа — зведена сестра Октавіана.
Атилія народила Катонові сина і дочку. Син Марк був переконаним республіканцем, супроводжував батька в Африці, був помилуваний Цезарем, але потім приєднався до змовників проти нього і героїчно загинув у битві при Філіпах. Дочка Порція вийшла заміж за організатора цієї змови Марка Юнія Брута, була ознайомлена в деталях, а після звісток про смерть чоловіка вкоротила віку. Можливо, Атилія народила Катонові ще щонайменше одну дочку. У Марції і Катона було троє дітей, але про них практично нічого не відомо.
Як pater familias  — глава сімейства Порціїв Катонів — Марк значною мірою впливав на укладення шлюбів своїми родичами. Так, Помпей хотів поріднитися з Катоном за допомогою шлюбу з однією його племінницею і одруженням свого сина на інший його племінниці. Родичі Катона всіляко схиляли його до того, щоб дати згоду на шлюб з дуже впливовим полководцем і його сином, однак він відмовився, як вважали стародавні, через негідну поведінку Помпея. На думку деяких дослідників, Катоном часто маніпулювала його сестра Сервілія Старша.
Відомо про кілька випадків укладення шлюбів родичами Марка з відверто політичних міркувань. Так, один з лідерів опозиції Помпею Луцій Ліциній Лукулл одружився з Сервілією Молодшою після розлучення з першою дружиною через неприйнятну для римської матрони поведінку останньої. І хоча його нова дружина вела себе не менш розпусно, ніж перша, Луцій залишився з нею в шлюбі саме заради зв'язків з Катоном.
Крім того, в середині 50-х років відомий оратор і політичний союзник Марка Квінт Гортензій Гортал наполегливо домагався укладення шлюбу з метою скріплення політичного союзу спільними дітьми. Спочатку Гортензій намагався схилити Марка віддати йому в дружини дочку Порцію, яка вже була одружена з Марком Кальпурнієм Бібулом. Після його відмови Гортензій попросив собі в дружини Марцію, яка тоді була дружиною Катона і народила йому трьох дітей. Катон погодився, і після узгодження з батьком Марції відбулося розлучення з Марком і шлюб з Квінтом. 49 року, незабаром після смерті Гортензія, Катон знову одружився з Марцією.

### Погляди
Катон запам'ятався сучасникам як прихильник суворих поглядів, які в середовищі римської еліти середини I століття до н. е. вважалися анахронізмом. На тлі своїх сучасників він вів дуже скромний спосіб життя, хоча йому дісталася велика спадщина в 120 талантів. Катон став також відомий як знавець державних фінансів і був відомий скрупульозним ставленням до питань видатків скарбниці.
Його філософські погляди, зазвичай визначаються як стоїчні, сформувалися на основі бесід з філософом-стоїком Антипатром Тирським. При цьому він усіляко прагнув до практичного застосування стоїчної філософії.
Катон також був видатним оратором. Він почав активно тренуватися в ораторській майстерності, коли став жерцем Аполлона. При цьому він не був активним учасником політичних і судових дискусій. Свою поведінку він характеризував так: «Я почну говорити лише тоді, коли буду впевнений, що мені не краще було б промовчати». Сучасні дослідники слідом за Цицероном визнають за Катоном статус першого «красномовного стоїка», маючи на увазі синтез характерної для ораторів-стоїків логічної аргументації з традиційними уявленнями про красномовство.
З написаного Катоном зберігся тільки один лист до Цицерона; також збереглися три листи Цицерона до Катона, що відносяться до 50 року.

## Оцінки. Образ в культурі

### Сучасники
У сучасників Катон здобув славу людини надзвичайної для свого часу чесності. Навіть пристрасть до вина — один з визнаних недоліків Марка — його друзі пояснювали тим, що він занадто зайнятий державними справами, а тому у вільний час він має право вести бесіди з філософами за кубком вина.
Ідеалізм Катона в політиці часто критикували, зокрема, і його соратники, наприклад Цицерон:
 Адже я люблю нашого Катона не менш ніж ти, а, тим часом, він, з найкращими намірами та зі своєю високою сумлінністю, іноді завдає державі шкоду. Він висловлюється так, немов знаходиться в «державі» Платона, а не серед покидьків Ромула. 
Представник ворожого Катонові політичного табору Гай Саллюстій залишив таку його характеристику, високо оцінюючи його моральні якості:
 Катона ж відрізняли помірність, почуття обов'язку, але найбільше суворість. Він змагався не в багатстві з багатим і не у владі з владолюбом, але зі стійким у мужності, зі скромним у совісності, з безкорисливим у стриманості. Бути чесним, а не здаватися ним надавало йому перевагу. Таким чином, що менше шукав він слави, то більше слідувала вона за ним. 
З повагою відгукувалися про особу Катона Гай Юлій Цезар і невідомий автор «Записок про Африканську війну».

### Образ в культурі
Катон став об'єктом політичної полеміки після смерті. Після свого самогубства він став символом республіки для ворогів Цезаря і противників перших імператорів. Спочатку Цицерон написав апологетичний твір «Катон», на яке Цезар відповів досить великим памфлетом «Антикатон» в двох книгах. Передбачається, що саме в «Антикатоні» містилася історія, ніби Катон просіював попіл кремованого брата в пошуках золота. Ця частина твору та інші подібні звістки вважалися явним наклепом вже сучасниками. Хоча «Антикатон» не зберігся, припускають, що він являв собою збірник всіх чуток, що порочать Катона, включаючи найбезглуздіші з них. Крім того, Марк Юній Брут написав свою версію «Катона» (імовірно, після появи памфлету Цезаря), а потім Октавіан Август написав свою версію «Антикатона». Жоден з памфлетів не зберігся, лише частина змісту творів Цицерона і Брута відома по листуванню Цицерона і посиланнях інших авторів, а «Антикатон» Цезаря відомий у фрагментах і посиланнях інших авторів. Мабуть, «Катон» Цицерона користувався великою популярністю і служив одним із джерел натхнення для ряду римлян, налаштованих проти Цезаря, в той час як «Антикатон» Цезаря не мав широкого розповсюдження.
Поет епохи Юліїв-Клавдіїв Марк Анней Лукан в поемі Фарсалія «і зробив Катона головним позитивним героєм. За словами М.фон Альбрехта, луканівський Катон — «повноцінний замінник знітених богів», своєю досконалістю перевершує людську міру і стоїть в моральному відношенні багато вище Юпітера епічної традиції або Фортуни, прихильної Цезарю[111].

### Оцінки в історіографії
- Теодор Моммзен назвав Катона Дон-Кіхотом римської аристократії[135].
- Рональд Сайм охарактеризував Катона як «грізного лідера олігархії в її останній боротьбі»[146].
- Сергій Львович Утченко охарактеризував політичну позицію Катона в ранній період його діяльності як «вічний опозиціонер з консервативного табору»[147], а в останній — як «останній» незламний «республіканець»[148]. Історик також наазиває міркування, якими Катон керувався в політичній діяльності, «занадто прямолінійними і навіть тупуватими»[149].
- Також Катон характеризується як «лідер непохитних консерваторів в сенаті»[150] та як «захисник status quo»[151].